# Февраль 2006 года

Список событий февраля 2006 года.

## События
- 1 февраля — президент США Дж. Буш декларировал[1] необходимость быть независимым от импортной нефти.
- 2 февраля —  взрывы во Владикавказе. Погибли 2 человека, 22 пострадали[2].
- 3 февраля
  - Массовые протесты в исламском мире против публикации карикатур на пророка Мухаммеда (Карикатурный скандал 2005—2006 годов).
  - В Красном море затонул паром MS al-Salam Boccaccio 98[англ.]. Погибли более 1000 человек[3][4][5][6].

- 4 февраля — в давке на стадионе на Филиппинах погибли 66 человек[7].

- 5 февраля — президент Ирана приказал возобновить обогащение урана. Это вызвало негативную реакцию в мире. Лидеры США в ответ на это объявили, что «любые средства» в отношении Ирана «должны рассматриваться».
- 8 февраля — Израиль объявил о готовности отказаться от Иудеи и Самарии. Поводом для этого являлось желание отделиться от палестинцев после победы на выборах в ПНА экстремистской группировки «Хамас».
- 9 февраля — открытие 56-го Берлинского международного кинофестиваля[8]. Завершился 19 февраля.
- 10 февраля — в Турине (Италия) начались ХХ зимние Олимпийские игры (завершились 26 февраля).
- 11 февраля — Стив Фоссетт на Virgin Atlantic GlobalFlyer установил абсолютный рекорд дальности полёта без остановки — 41 467,53 км за 76 часов 45 минут[9].
- 13 февраля — пожар в издательстве «Пресса» в Москве. Погиб 1 человек, 4 ранены[10][11].
- 23 февраля 
  - В Москве обрушилась кровля здания Басманного рынка. В результате катастрофы 66 человек погибли, не менее 32 ранено. По мнению мэра Москвы Юрия Лужкова, причиной мог стать скопившийся на крыше снег. Архитектором рынка является Нодар Канчели, проектировавший также Трансвааль-парк.
  - Всеобщие выборы в Уганде. Победу одержал Йовери Кагута Мусевени, который находился на посту президента с 1986 года.